# Amerikabrev

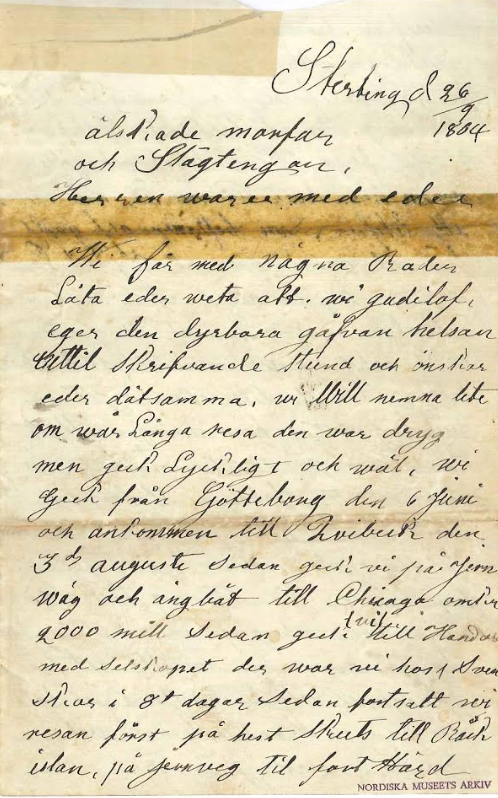
Amerikabrev skickat från Sterling, USA den 26-9-1864.

Amerikabrev var en del av den brevväxling som skedde i samband med emigrationen till Amerika.
Amerikabrev var en del av brevväxlingen mellan amerikanska immigranter och sina ursprungsländer, bland annat Sverige. De allra flesta amerikabreven skrevs på svenskamerikanska. Det som kännetecknar svenskamerikanska är blandningen av svensk bygdedialekt och engelska. Ibland var det svårt för mottagaren att kunna läsa innehållet på grund av språket. Brevväxlingen varade från år ca 1841 till 1928 i samband med den Amerikanska invandringen som skedde på grund av att Sverige befann sig i en svår ekonomisk situation. Förutom den svåra ekonomiska situationen var orsakerna till den svenska emigrationen brist på odlingsbar jord, religiös förföljelse och arbetslöshet. Många svenskar såg därför Amerika som “det lovande landet” eftersom amerikanerna hade kommit längre i sin utveckling. Därför beslöt sig många svenskar att emigrera till Amerika i hopp om ett bättre liv. Många av svenskarna bosatte sig i Minnesota vilket resulterade i en stat med en omfattande svensk befolkning. Därmed blev brevväxlingen ett sätt för svenskarna att kommunicera med varandra eftersom saknaden av nära och kära var stor hos många. När amerikanska inbördeskriget bröt ut år 1861 blev det ont om arbete, klädpriserna ökade och arbetarna tjänade allt mindre. Amerika var inte längre ett sådant bra land som man hade trott. Trots de svåra förhållandena levde år 1910 omkring 665 000 svenskfödda invånare i USA. Mer än en femtedel av Sveriges dåvarande 5,5 miljoner invånare befann sig i USA. Från och med 1924 begränsades all invandring från Sverige till USA på grund av att den svenska industrialiseringen skapade fler möjligheter till sysselsättning inom det svenska samhället.

## Brevens innehåll

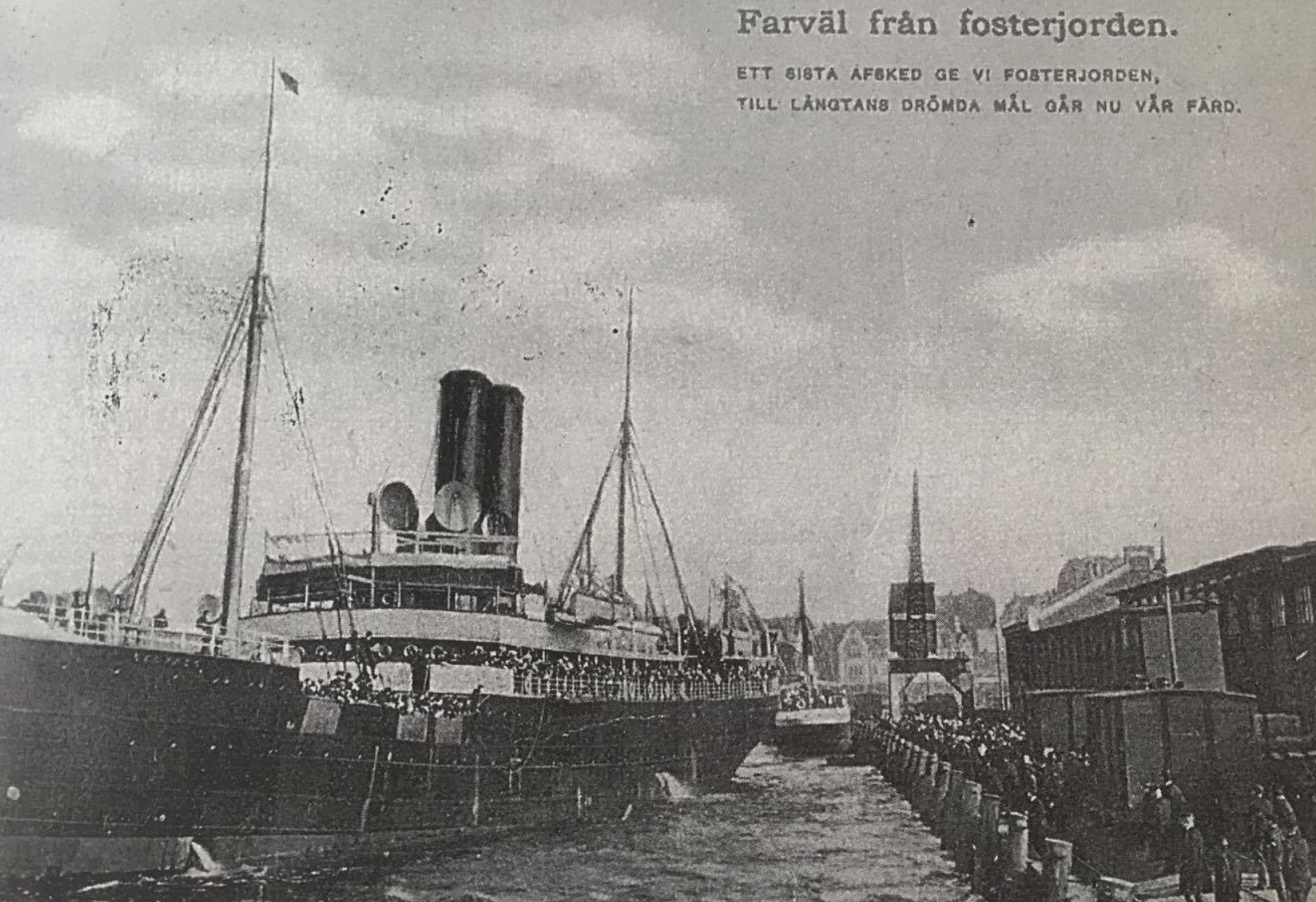
Vykort: "Farväl från fosterjorden." "Till längtans drömda mål går nu vår färd."

### Resan till Amerika
I breven beskrivs det mestadels hur livet i Amerika såg ut samt hur emigrationen till Amerika gick till. Resan från Sverige till Amerika skedde främst med båt, lastfartyg, tåg och vandring längs järnvägar samtidigt som ridandes på häst också var ett färdalternativ. Färden inkluderade många stopp som resulterade i en händelserik resa. Exempelvis blev migranter instängda i fängelsehålor och fick maten genom en liten lucka i väggen. Detta ledde till att de inte såg dagsljuset på flera dagar. Vissa svenskar åkte i förväg så att resten av familjerna senare kunde komma till Amerika. Exempel på anledningar som gjorde att inte alla kunde flytta vid samma tidpunkt var att de inte hade råd, eller på grund av sjukdom. Det kunde också bero på att någon släkting var gammal. Under tiden som en del av familjen väntade hemma i Sverige arbetade de som åkt i förväg hårt för att de skulle kunna bygga upp ett hem till hela familjen.

### Kontakten med hemlandet

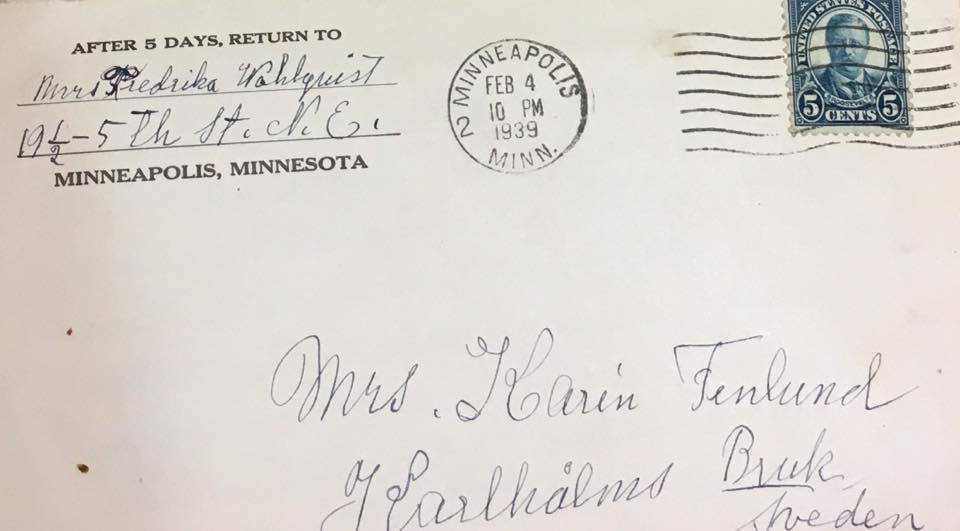
Ett brev från Fredrika i Minnesota till Karin i Sverige.

Under tiden som det amerikanska inbördeskriget pågick innehöll breven diskussioner om självförsörjning samt hur emigranternas inkomst av kapital kunde hjälpa släktingar i hemlandet med en stabilare ekonomi. Det fanns en oro hos svenska emigranter eftersom många inte vågade skicka för mycket pengar eftersom breven kunde hamna i fel händer, alternativt inte anlända till den angivna destinationen. I ett av breven beskrivs det hur en familj skickar pengar från USA till sin släkt i Sverige, i hopp om att släkten skulle skicka tillbaka kläder. Anledningen till att emigranterna hoppades på att ta emot kläder i utbyte mot pengar, var på grund av att många inte hade råd att konsumera kläder i Amerika. Dessutom var de svenska emigranternas kläder så pass utslitna att de var i behov av nya. Dock nämns andra svårigheter och motgångar ytterst sällan i breven eftersom det är naturligt och mänskligt att försöka dölja ens misslyckanden. Däremot finns det ett stort utrymme till framgångar. Till följd av att Sverige befann sig i en svår, ekonomisk situation skickades fler brev från Amerika än vad som skickades till Amerika. En stor inspiration var när svenskamerikaner kom på besök i Sverige och gav drömmarna om en framtid på andra sidan atlanten näring. Kontakten mellan Amerika och Sverige sker idag mer effektivt tack vare kommunikationens utveckling. Under invandringen till Amerika tog det ca tre veckor för ett brev att komma fram, medan det idag tar ca tre dagar.

### Livet i Amerika

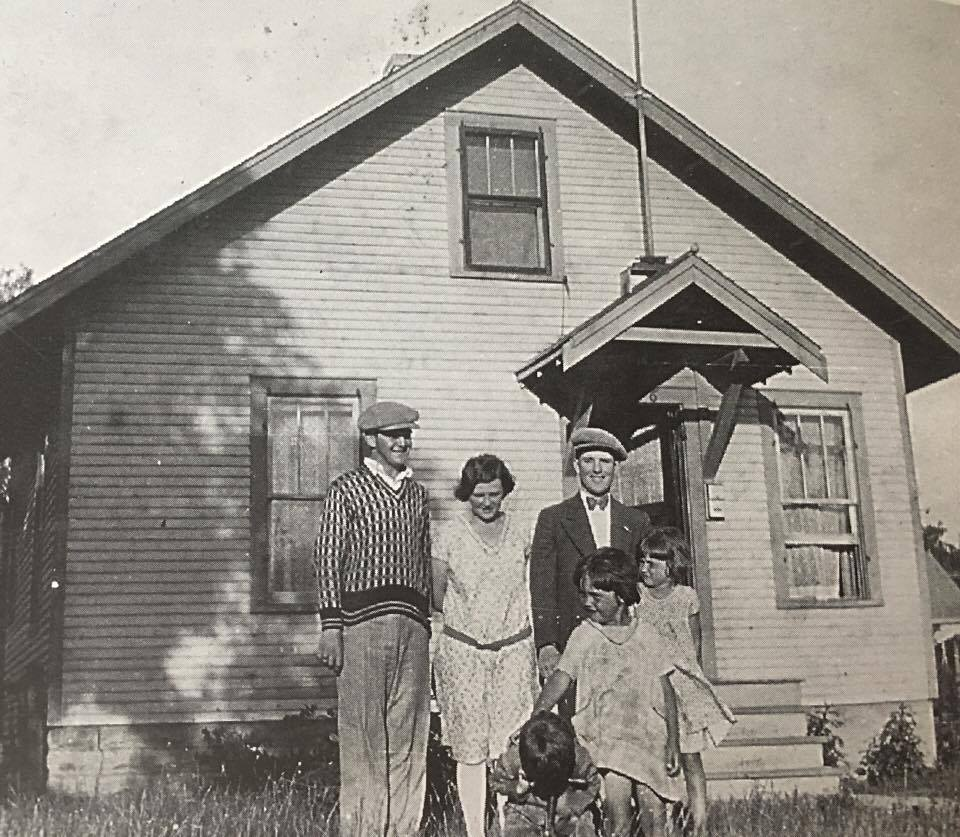
En svensk familjs första hem i Minneapolis i Amerika.

Väl framme i Amerika upptäckte svenskarna ett nytt folkliv. Till skillnad från Sverige levde människor från olika religioner samt med olika ursprung som ett gemensamt folk i Amerika. I breven beskrivs det att mycket fint folk lever i landet vilket exemplifieras genom bland annat beskrivningar av höga byggnader. Vanligt för vad som också nämns i breven är hur svenska flaggor prydde husen. Dessutom skrevs det i breven att det fanns mycket att upptäcka i Amerika och nya möjligheter till en högre levnadsstandard. Det fanns mycket att se i "det lovande landet", framförallt maskiner samtidigt som arbetstillgänglighet var god. Trots inbördeskrigets påverkan på landet nämns det i flertalet brev att Amerika fortfarande var ett land som erbjöd ett bättre liv än vad Sverige gjorde. Amerika framställdes som ett land där det varken fanns någon rang eller ståndsskillnad samt där statsmannen och den lägsta arbetaren var lika fria medborgare. Samtidigt var livet i Amerika inte så underbart som svenskarna hade drömt om. Bristen på pengar i kombination med gott om tjuvar resulterade i falska förhoppningar om livet i Amerika. Dessutom ansåg många svenska emigranter att man inte kunde njuta av livet på andra sidan atlanten eftersom amerikaner menade att njutning innebar att tjäna pengar. Något som upprörde en del män var att det sades att kvinnorna hade makten över männen på 1800-talet. De påstod att om männen mötte blicken med en kvinna fanns det en risk att mannen kunde bli anmäld hos polisen.
Ett av drömyrkena i Amerika var att äga en gård med många djur. Flera svenskar blev därför farmägare, vanligt var att de odlade framförallt bomull och majs. En del svenskar ägde även en lanthandel som var förenad med ett postkontor. Förutom att inkomsten kom från privatägda gårdar var ett ytterligare alternativ att tjäna pengar på. Ett av dessa var att de som hade något att sälja samlades på gatorna och ropade ut vad de hade att erbjuda och till vilket pris. En annan samlingsplats var det amerikansk svenska institutet i Minneapolis där många "gamla" svenskamerikaner samlades. Alla hade egna unika amerikahistorier att berätta.

### Amerikabrev i kulturen
Än idag finns det möjlighet att läsa amerika brev i framförallt litterära verk. Breven används främst som stöd i olika verk för att återberätta hur livet såg ut i Amerika under 1800-talet samt början av 1900-talet.
Swede Hollow är en roman skriven av Ola Larsmo, utgiven år 2016 som handlar om området Swede Hollow i Minnesota, USA. Romanen skildrar hur svenska emigranter samlades vintern 1897 i en slum som stadens myndigheter beskrev som ett pesthål. Området Swede Hollow består av rader av väderbitna skjul, som enligt Larsmo är en perfekt kopia av en liten svensk by. Hyran i ett skjul kostade 1,5 dollar för 1 månad. Till skillnad från skjul syntes inga avgränsade gårdar i Swede Hollow vilket oftast beskrivs som något ovanligt i Amerika. Istället hade nästintill alla stater i Amerika under immigrationsperioden avgränsade gårdar med tillhörande staket. Kor, getter, får och hästar var okända tillgångar i området medan ankor, gäss, hundar och duvor istället syntes till. Larsmo skriver att alla bemöts med stor respekt i Swede Hollow samtidigt som andra bemöts med en misstänksamhet. Misstänksamheten grundar sig i att många tror att nya människor som anländer till området endast är där för att köpa upp marken. Samtidigt skildrar berättelsen hur små flickor och pojkar leker mycket tysta som om de inte ville dra till sig för mycket uppmärksamhet från omvärlden.
Utvandrarserien skriven av Vilhelm Moberg är en romanserie i fyra delar som handlar om en grupp småländska emigranters resa till Minnesota under den stora emigrationen från Sverige till Nordamerika.
Jan Troell är en svensk regissör, manusförfattare och filmfotograf som sedan har gjort en filmatisering av Vilhelm Moberg romansvit. De fyra böckerna resulterade i två filmer, Utvandrarna (1971) och Nybyggarna (1972) som nominerades till flera Oscarspris.